# Lista de primazes da Sérvia
Esta é a lista de Arcebispos e Patriarcas da Sérvia, Primazes da Igreja Ortodoxa Sérvia.

## História

### Cristianização dos sérvios
A história do antigo do Principado sérvio medieval está registrada na obra De Administrando Imperio (DAI), compilada pelo imperador bizantino Constantino VII Porfirogênito (r. 913–959). O DAI obteve informações sobre os sérvios de, entre outras, uma fonte sérvia. Os sérvios teriam recebido a proteção do imperador Heráclio (r. 610-641), e Porfirogênito enfatizou que os sérvios sempre estiveram sob o domínio imperial. De acordo com o DAI, o centro de onde os sérvios receberam seu batismo foi marcado como Roma. Seu relato sobre a primeira cristianização dos sérvios pode ser datado de 632-638.
O estabelecimento do cristianismo como religião oficial data da época do Príncipe Mutímero (r. 851–891) e do imperador bizantino Basílio I (r. 867–886). A cristianização foi em parte devido à influência bizantina e subsequente búlgara. Pelo menos durante o governo de Gozilo (861-874) na Panônia, as comunicações entre a Sérvia e a Grande Morávia, onde Metódio estava ativo, devem ter sido possíveis. O papa deve ter percebido isso ao planejar a diocese de Metódio e a da costa da Dalmácia, que ficava em mãos bizantinas, no extremo norte de Split. Alguns alunos cirilometodianos podem ter chegado à Sérvia na década de 870, talvez enviados pelo próprio Metódio. A Sérvia foi considerada cristã por volta de 870.
O primeiro bispado sérvio foi fundado em Ras, perto da moderna Novi Pazar, no rio Ibar. Segundo Vlasto, a afiliação inicial é incerta; ele pode ter estado sob a subordinação de Split ou Durazzo, ambos então bizantinos. A primitiva igreja de Ras pode ser datada do século IX a X. O bispado foi estabelecido logo após 871, durante o governo de Mutímero, e fazia parte do plano geral de estabelecer bispados nas terras eslavas do império, confirmado pelo Concílio de Constantinopla de 879-880. Os nomes dos governantes sérvios por meio de Mutímero (r. 851–891) são nomes ditemáticos eslavos, de acordo com a tradição eslava antiga.
Com a cristianização no século IX, nomes de batismo aparecem. As próximas gerações da realeza sérvia tinham nomes cristãos (Petar, Stefan, Pavle, Zaharije, etc.), provenientes de fortes missões bizantinas na década de 870. Petar Gojniković (r. 892–917) era evidentemente um príncipe cristão, e o cristianismo provavelmente estava se espalhando em sua época. Como a Sérvia fazia fronteira com a Bulgária, influências cristãs e talvez missionários vieram de lá, aumentando durante os vinte anos de paz. A anexação búlgara da Sérvia em 924 foi importante para a direção futura da Igreja sérvia. A essa altura, o mais tardar, a Sérvia deve ter aceitado o alfabeto cirílico e o texto religioso eslavo, já conhecidos, mas talvez ainda não preferidos ao grego.

### O Arcebispado de Ocrida
Após sua subjugação final do estado búlgaro em 1018, Basílio II, para enfatizar a vitória bizantina, estabeleceu o Arcebispado de Ocrida rebaixando o patriarcado búlgaro a arcebispado. O agora arcebispado permaneceu uma Igreja autocéfala, separada do Patriarcado de Constantinopla. No entanto, enquanto o arcebispado era completamente independente em qualquer outro aspecto, seu primaz foi selecionado pelo imperador de uma lista de três candidatos apresentada pelo sínodo da Igreja. Em três sigilos emitidos em 1020, Basílio II deu amplos privilégios à nova sé. A Sérvia foi administrada eclesiasticamente em vários bispados: o Bispado de Ras, mencionado na primeira carta de Basílio II (r. 976–1025), tornou-se parte do arcebispado de Ocrida e abrangia as áreas centrais da Sérvia, por os rios Raška, Ibar e Lim, evidentes na segunda carta de Basílio II. Na carta de Basílio II, datada de 1020, menciona-se o Bispado de Ras, com sede na Igreja dos Santos Apóstolos Pedro e Paulo.

### A Igreja nacional sérvia

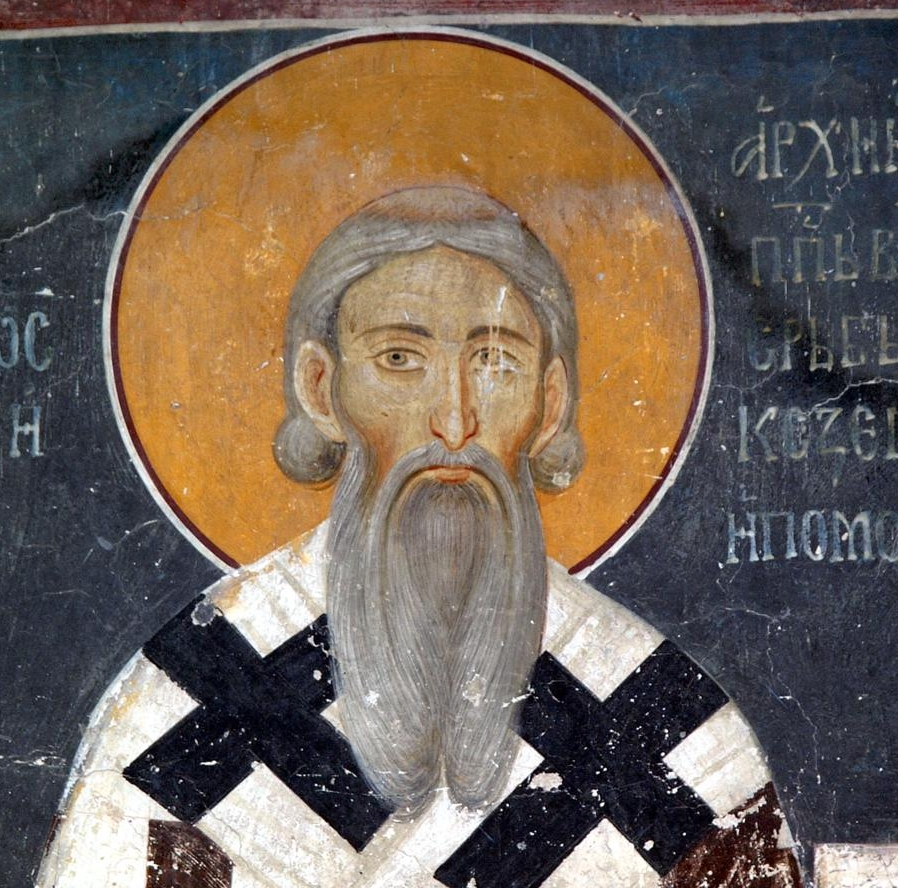
Sava I da Sérvia

A Igreja sérvia alcançou o status de autocéfala em 1219 sob a liderança de São Sava, tornando-se o arcebispado independente de Žiča. Seu status foi elevado ao de patriarcado em 1346 e ficou conhecido depois como o Patriarcado Sérvio de Peć.
Este patriarcado foi abolido pelos turcos otomanos em 1766,[carece de fontes] embora a Igreja sérvia continuasse a existir com seus exarcas em territórios povoados por sérvios no Império Otomano, a Monarquia dos Habsburgos, a República de Veneza e o Primeiro Império Francês. A Igreja Ortodoxa Sérvia moderna foi restabelecida em 1920 após a unificação[carece de fontes] do Patriarcado de Karlovci, a Metrópole de Belgrado e a Metrópole de Montenegro.

## Estilo
Atualmente, o estilo do primaz da Igreja Ortodoxa Sérvia é "Arcebispo de Peć, Metropolita de Belgrado e Karlovci, e Patriarca Sérvio" O título curto é "Patriarca Sérvio" (патријарх српски). Historicamente, vários estilos foram usados.
O Arcebispo Sava (1219–1233) foi denominado "Arcebispo das Terras Sérvias" e "Arcebispo das Terras Sérvias e do Litoral" na carta de Vranjina, enquanto Domentijan (fl. 1253) usou o estilo "Arcebispo de todos os Terras sérvias e costeiras" quando se fala de Sava. O afresco de Sava em Mileševa o chama de "o primeiro arcebispo de todas as terras sérvias e de Diocleciano". O arcebispo Sava III (1309–1316) foi denominado "Arcebispo de todas as terras sérvias e litorâneas".

## Arcebispos da Sérvia (1219-1346)
Primazes da Igreja sérvia autocéfala (autônoma) com cátedra em Žiča, depois em Peć, sob a jurisdição de Constantinopla.
- Sava I (1219-1233) - Primeiro Arcebispo da Sérvia.
- Arsênio I (1233-1263) - Mudou a Sé para Peć.
- Sava II (1263-1271)
- Danilo I (1271-1272) - Substituído por motivo desconhecido.
- Joanício I (1272-1276)
- Vago (1276-1279)
- Eustácio I (1279-1286) - Mudou a Sé para Žiča em 1285.
- Jacó (1286-1292) - Mudou a Sé para Peć em 1291.
- Eustácio II (1292-1309)
- Sava III (1309-1316) - "Arcebispo de Todas as Terras Sérvias e Marítimas".
- Nicodemos (1317-1324)
- Danilo II (1324-1337)
- Joanício II (1338-1346) - Patriarca, a partir de 1346.

## Patriarcas sérvios em Peć (1346-1463)
Primazes da Igreja Patriarcal da Sérvia, com cátedra em Peć, estabelecida no Sobor de Skopje (1346). Primeiro Patriarcado.
- Joanício II (1346-1354) - "Arcebispo de Peć e Patriarca de todas as Terras Sérvias e Marítimas". Primeiro Patriarca sérvio. Não reconhecido pelo Patriarcado de Constantinopla.
- Sava IV (1354-1375) - Não reconhecido pelo Patriarcado de Constantinopla.
- Efraim (1375-1380) - Primeiro mandato.
- Espiridião (1380-1389)
- Efraim (1389-1392) - Segundo mandato.
- Danilo III (1392-1396)
- Sava V (1396-1407)
- Danilo IV (1407)
- Cirilo I (1407-1419)
- Nicônio (1419-1435)
- Teófanes (1446)
- Nicodemos II (1446-1453)
- Arsênio II (1453-1463)
- Vago (1463-1557) - Devido à abolição otomana e transferência de jurisdição para o Arcebispado de Ocrida.
  - Paulo I (1526 ou 1530-1541) - Metropolita de Smederevo; Arcebispo de Peć e Patriarca sérvio autoproclamado. Tentou restaurar o Patriarcado Sérvio em poucas ocasiões entre 1526 e 1541, conseguindo brevemente.

Na época da conquista turca, o Patriarcado sérvio caiu em um estado irregular após a queda de Smederevo (1459) e a morte do Patriarca sérvio Arsênio II (1463), de modo que suas dioceses ficaram sob a jurisdição do Arcebispado de Ocrida. Somente após a conquista turca de Belgrado (1521) e a vitória e batalha de Mohács (1526) ocorreram mudanças significativas. Naquela época, sob a liderança do Metropolita Paulo de Smederevo, começou a luta pela restauração do Patriarcado Sérvio com seu centro em Peć. Durante os anos seguintes, Paulo alcançou sucessos temporários, tornando-se brevemente o Arcebispo de Peć e Patriarca sérvio. Embora seu movimento tenha falhado (1541), a aspiração de restaurar o Patriarcado Sérvio não foi abandonada.

## Patriarcas sérvios em Peć (1557-1766)
Primazes da Igreja Patriarcal da Sérvia, com cátedra em Peć, estabelecida no Sobor de Skopje (1346). Segundo Patriarcado.
- Macário I (1557-1571) - Arcebispo de Peć e Patriarca dos Sérvios e Búlgaros.
- Antonio I (1571-1575)
- Gerasimo I (1575-1586)
- Savácio I (1586-1589)
- Nicanor I (1588)
- Hieroteu I (1589-1591)
- Felipe I (1591-1592)
- João I (1592-1614)
- Paísio I (1614-1647)
- Gabriel I (1648-1655)
- Máximo I (1655-1674)
- Arsênio III (1674-1690) -  Depois de 1690, primaz dos sérvios ortodoxos na Monarquia dos Habsburgos. Líder da Primeira Migração Sérvia para a Monarquia dos Habsburgos.
- Calinico I (1693-1710)
- Atanásio I (1711-1712)
- Moisés I (1712-1726)
- Arsênio IV (1726-1737) - Depois de 1737, primaz dos sérvios ortodoxos na Monarquia dos Habsburgos. Líder da Segunda Migração Sérvia para a Monarquia dos Habsburgos.
- Joanício III (1739-1746) - Primeiro patriarca grego. Depois reinou como Patriarca de Constantinopla, de 1761 a 1763.
- Atanásio II (1747-1752)
- Gabriel II (1752)
- Gabriel III (1752-1758)
- Vicente I (1758)
- Paísio II (1758)
- Gabriel IV (1758)
- Cirilo II (1758-1763)
- Basílio I (1763-1765)
- Calinico II (1765-1766) - Grego. Renunciou como Patriarca, efetivamente abolindo o cargo e relegando-o ao Patriarca de Constantinopla.

Em 1766, o Patriarcado de Peć foi novamente abolido e a Igreja sérvia subordinada a Constantinopla.

## Primazes da Igreja Ortodoxa Sérvia na Monarquia Austríaca, Austro-Húngara e no Reino dos Sérvios, Croatas e Eslovenos
É importante mencionar, a Metrópole de Karlovci, com sede em Sremski Karlovci, em 1920 se fundiu com a Metrópole de Belgrado.

### Metropolitas de Karlovci (1690-1726)
- Arsênio III Crnojevic (1690-1706) - Arcebispo de Peć e Patriarca Sérvio (autoridades estatais tentaram negar-lhe o direito ao título de Patriarca)
- Isaías Đakovic (1708) - Metropolita de Krushedol.
- Sofrônio de Podgorica (1710-1711) - Metropolita de Krushedol.
- Vicente Popovic (1713-1725) - Metrpolita de Karlovci.

### Metropolitas de Belgrado (1718-1726)
- Moisés Petrovic (1718-1726) - De 1726, Metropolita de Belgrado e Karlovci.

### Metropolitas de Belgrado e Karlovci (1726-1739)
- Moisés Petrovic (1726-1730) - De 1718, apenas Metropolita de Belgrado.
- Vicente Jovanovic (1731-1737)
- Arsênio IV Jovanović Shakabenta (1737-1739) - Arcebispo de Peć e Patriarca Sérvio (durante a guerra de 1737-1739 assumiu a administração da Metrópole de Belgrado e Karlovci)

### Metropolitas de Karlovci (1739-1920)
- Arsênio IV Jovanović Šakabenta (1739-1748) - Antes de 1737, Patriarca de Peć; Antes de 1739, Metropolita de Belgrado e Karlovci.
- Isaías Antonovic (1748-1749)
- Paulo Nenadovic (1749-1768)
- João Djordjevic (1769-1773)
- Vicente Jovanovic Vidak (1774-1780)
- Moisés, o Viajante (1781-1790)
- Estevão Stratimirovic (1790-1836)
- Estevão Stankovic (1837-1841)
- José Rajačić (1842-1864)
- Samuel Mashirevic (1864-1870)
- Procópio Ivačković (1874-1879)
- Germano Andjelic (1881-1888)
- George Brankovic (1890-1907)
- Luciano Bogdanović (1908-1913) - Último Metropolita de Karlovci. Assassinado em Bad Gastein em circunstâncias pouco claras.
- Vago - (1913-1920) De 1913 a 1920, o trono do Metropolita de Karlovci ficou vago e, após a restauração do Patriarcado Sérvio, o título foi adicionado ao líder do partido(?).

Após a morte do Metropolita Samuel Mashirevic, Arsênio Stojkovic foi nomeado Administrador da Metrópole de Karlovci em 1870, e em 1872 foi removido dessa posição. Durante a eleição do Metropolita em 1874, ele foi eleito por unanimidade Metropolita de Karlovci, mas o governo vienense não quis confirmá-lo. A mesma coisa aconteceu em 1881, quando foi eleito por maioria de votos. Nas duas vezes, o imperador o condecorou, mas não quis confirmá-lo como metropolita.

### Metropolitas de Montenegro (1766-1920 )
O Episcopado Zeta, que foi estabelecido em 1219, foi elevado à categoria de metrópole no Conselho de 1346. Desde a abolição do Patriarcado de Peć, em 1766 até 1920, a Metrópole montenegrina tem um estatuto especial.
- Sava Petrovic Njegos (1735-1781) - Após a partida do bispo Sava de Montenegro (1742) para a Rússia, Vasilije Petrović tornou-se seu coadjutor (adjunto).
- Arsênio Plamenac (1781-1784)
- Pedro I Petrovic (1784-1830)
- Pedro II Petrovic Njegos (1833-1851) - Príncipe-Bispo de Montenegro a partir de 1830. Governou de São Petersburgo apenas em 1833.
- Nicanor Ivanovic (1858-1860) - A Metrópole ficou sem metropolita por mais de 7 anos. Ordenado na Rússia em dezembro de 1858. ordenado na Rússia em dezembro de 1858.
- Hilarião II Roganovic (1860-1882) - Ordenado bispo em São Petersburgo em 30 de maio de 1863.
- Visarion Ljubiša (1882-1884)
- Mitrofan Ban (1885-1920)

### Metropolitas de Belgrado (1831-1920)
- Melentije Pavlovic (1831-1833) - O primeiro arcebispo de Belgrado e Metropolita da Sérvia depois de ganhar o autogoverno da Igreja (1831), um sérvio.
- Pedro Jovanovic (1833-1859)
- Miguel Jovanović (1859-1881) - Primeiro mandato. Em 1879, a metrópole ganhou autocefalia.
- Teodósio Mraović (1881-1889)
- Miguel Jovanović (1889-1898) - Segundo mandato.
- Inocêncio Pavlovic (1898-1905)
- Demétrio Pavlović (1905-1920) - Elevado a Patriarca.

## Patriarcas da Sérvia (1920-Atualidade)
Primazes da Igreja Patriarcal da Sérvia com cátedra em Belgrado.
- Demétrio (1920-1930) - Desde a restauração do Patriarcado, ele carrega os títulos históricos de Arcebispo de Peć e Metropolita de Belgrado e Karlovci, que serão carregados por seus sucessores. Primeiro Patriarca da Igreja sérvia unificada.
- Barnabé (1930-1937) - Morreu em circunstâncias inexplicáveis.
- Gabriel V (1938-1950) - De 1944 a 1946 no exílio.
- Vicente (1950-1958) - Morreu em circunstâncias inexplicáveis.
- Germano (1958-1990) - Patriarca com reinado mais longo.O único Patriarca aposentado durante sua vida.
- Paulo (1990-2009) - Considerado o segundo primaz com esse nome porque também havia o metropolita de Smederevo no século XVI, que era o guardião do trono patriarcal e é considerado o primeiro.
- Irineu (2010-2020) - Morreu de infecção por coronavírus.
- Porfírio (2021-)